# 6.ª Divisão de Exército
A 6.ª Divisão de Exército é uma divisão do Exército Brasileiro sediada em Porto Alegre, Rio Grande do Sul, e subordinada ao Comando Militar do Sul, na mesma cidade. Ela comanda a 3.ª Brigada de Cavalaria Mecanizada, em Bagé, e 8.ª Brigada de Infantaria Motorizada, em Pelotas, com responsabilidade por cerca de 450 quilômetros da fronteira Brasil–Uruguai.

## História

### 6.ª Divisão de Infantaria
A divisão traça suas origens à 6.ª Divisão de Infantaria Imperial, criada no Rio Grande do Sul durante a Guerra do Paraguai e composta em sua maior parte por batalhões de Voluntários da Pátria. Ela participou das batalhas de Estero Bellaco e Tuiuti e foi desmobilizada ao final da guerra em 1870.
Uma Divisão de Infantaria (DI) com o mesmo número foi criada em Porto Alegre em 1949. Subordinada ao III Exército, atual Comando Militar do Sul (CMS), ela tinha suas unidades dispersas pela Região Metropolitana de Porto Alegre e o norte do estado. Em 1960, contava com três Regimentos de Infantaria (RIs) de dois batalhões cada, o 17.º, 18.º e 19.º, dois grupos de artilharia e o 6.º Batalhão de Engenharia de Combate.
O 18.º RI, com cerca de 1.500 militares em 1961, era a maior unidade do III Exército na capital gaúcha. Num dos primeiros casos da mobilização política de praças no período, os sargentos do regimento aderiram à Campanha da Legalidade pela posse de João Goulart na Presidência. Isto foi um dos fatores na adesão à Campanha por parte do comandante do III Exército, o general José Machado Lopes. A 6.ª DI, então comandada pelo general Santa Rosa, participou do plano de operações contra as forças que não aceitavam posse de Goulart e poderiam desembarcar em navios da Marinha ou vir pelo litoral de Santa Catarina. O general chegou a comandar uma força mista do Exército e da Brigada Militar.
Em 1964 o então comandante, general Adalberto Pereira dos Santos, teve posição contrária, favorável ao golpe de Estado contra Goulart. Ele foi destituído do comando, mas fugiu para uma de suas guarnições, em Cruz Alta, onde manteve o comando. Em Porto Alegre a divisão foi assumida interinamente pelo coronel Jarbas Ferreira de Souza. Em 2 de abril, a guarnição de Porto Alegre era uma das últimas que Ladário Pereira Teles, comandante do III Exército, julgava ainda leais ao presidente.

### 6.ª Divisão de Exército

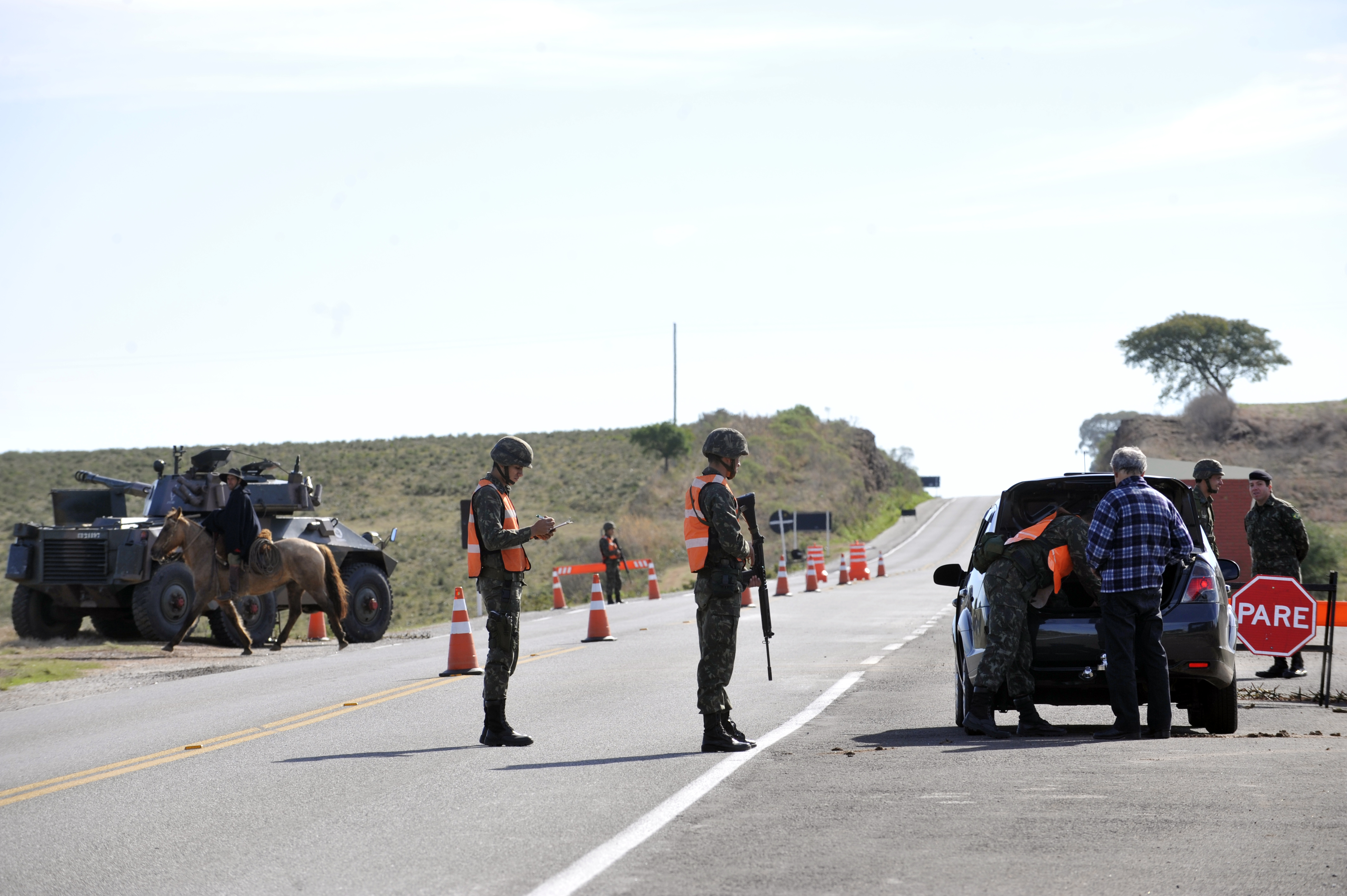
Operação de fiscalização fronteiriça nos arredores de Bagé

Como parte das reformas dos anos 70, em 1971 a divisão adotou seu nome atual e foi reorganizada com duas brigadas, a 8.ª de Infantaria Motorizada (8.ª Bda Inf Mtz), em Pelotas, e 3.ª de Cavalaria Mecanizada (3.ª Bda C Mec), em Bagé, além de uma Artilharia Divisionária (AD/6) e unidades menores. Essa estrutura incorporou algumas guarnições até então sem relação hierárquica com a 6.ª Divisão, como a de Bagé, localizada na fronteira com o Uruguai. Dessa forma, a 6.ª DE passou a ser responsável pela segurança de parte da faixa de fronteira uruguaia, num trecho de cerca de 450 quilômetros.
Em 2014 o comando da 6.ª DE foi desativado, e suas tropas redistribuídas. As duas brigadas tiveram sua subordinação transferida à 3.ª Divisão de Exército, que se tornou a única no Rio Grande do Sul. A AD/6 tornou-se o Comando de Artilharia do Exército, inicialmente subordinado ao CMS e mais tarde transferido ao Comando Militar do Planalto. A desativação foi justificada à época como uma racionalização de pessoal, material e recursos, concentrando mais responsabilidades no polo de defesa de Santa Maria, sede da 3.ª DE. Entretanto, a decisão desagradou muitos militares e foi revertida em 2020, quando a divisão foi reativada. A reativação foi apenas uma reorganização dos comandos, e não significou expansão do efetivo.
| 3.ª Brigada de Cavalaria Mecanizada - Bagé - Esquadrão de Comando da 3ª Brigada de Cavalaria Mecanizada - Bagé - 3.º Regimento de Cavalaria Mecanizado - Bagé - 7.º Regimento de Cavalaria Mecanizado - Santana do Livramento - 12.º Regimento de Cavalaria Mecanizado - Jaguarão - 9.º Regimento de Cavalaria Blindado - São Gabriel - 25.º Grupo de Artilharia de Campanha - Bagé - 3.º Batalhão Logístico - Bagé - 2.ª Bateria de Artilharia Antiaérea - Santana do Livramento - 3.ª Companhia de Engenharia de Combate Mecanizada - Dom Pedrito - 13.ª Companhia de Comunicações Mecanizada - São Gabriel - 3.º Pelotão de Polícia do Exército - Bagé 8.ª Brigada de Infantaria Motorizada - Pelotas - Companhia de Comando da 8.ª Brigada de Infantaria Motorizada - Pelotas - 9.º Batalhão de Infantaria Motorizado - Pelotas - 18.º Batalhão de Infantaria Motorizado - Sapucaia do Sul - 19.º Batalhão de Infantaria Motorizado - São Leopoldo - 8.º Esquadrão de Cavalaria Mecanizado - Porto Alegre - 6.º Grupo de Artilharia de Campanha - Rio Grande - 8.º Batalhão Logístico - Porto Alegre - 8.º Pelotão de Polícia do Exército - Pelotas - 8.⁰ Companhia de Comunicações - Bento Gonçalves 6.º Batalhão de Comunicações - Bento Gonçalves 12.º Regimento de Cavalaria Mecanizado - Jaguarão |

## Brigadas subordinadas

### 3.ª Brigada de Cavalaria Mecanizada

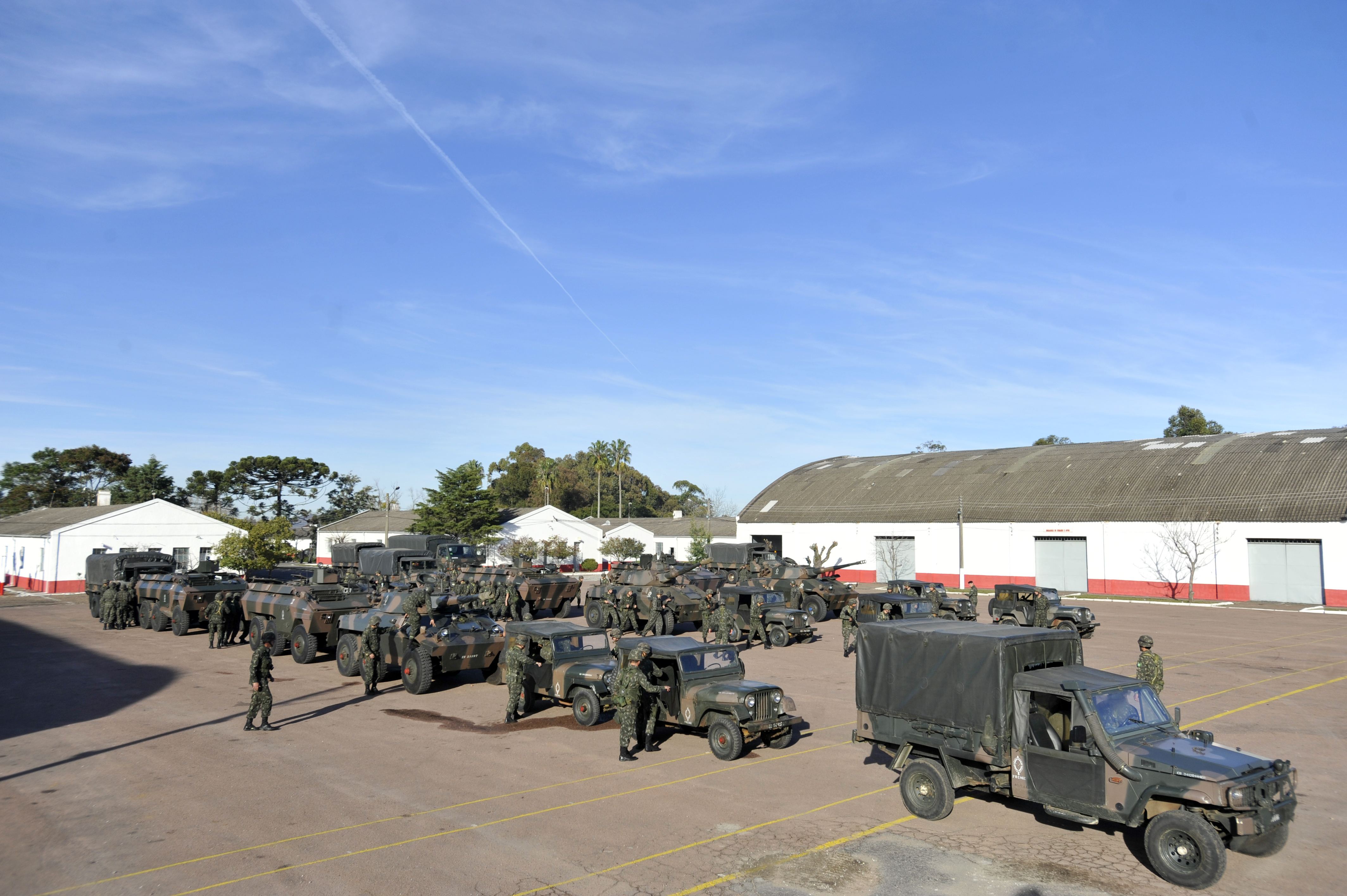
3.º RC Mec em 2012

Esta brigada deriva da antiga 3.ª Divisão de Cavalaria (DC), formada em 1921 usando parte de uma 3.ª Brigada de Cavalaria mais antiga. Sua sede original era em São Gabriel, de onde foi transferida a Bagé em 1926. Ela era composta de duas brigadas de cavalaria, a 5.ª e 6.ª, cujos comandos foram extintos em 1939. No planejamento do Estado-Maior do Exército nos anos 1920 para a hipótese de uma guerra com a Argentina, essa faixa de fronteira seria conflagrada no caso do Uruguai cooperar ou ser invadido pelos argentinos. Nesse caso, os invasores viriam de Melo, no Uruguai, e tentariam cortar a ligação ferroviária de Bagé ao porto de Rio Grande.
Na Revolução de 1930, seu comandante foi preso no início da revolta. Na Campanha da Legalidade, o plano de operações do III Exército manteve essa divisão em reserva. No golpe de 1964, o comando legalista do III Exército ordenou o deslocamento imediato de unidades da 3.ª DC ao norte do estado, mas o comandante, general Hugo Garratazu, ignorou-as e aderiu ao golpe. Seu posicionamento influenciou na adesão do general Poppe de Figueiredo, da mais importante 3.ª DI. Entretanto, o próprio quartel da 3.ª DC em Bagé foi tomado por sargentos legalistas. O comandante refugiou-se em uma das unidades, planejando um ataque, mas os sargentos baixaram as armas com notícias da vitória do golpe no interior.
Em 1960 a estrutura da divisão misturava unidades a cavalo e mecanizadas, mas em 1968 ela foi a primeira das DCs a ser convertida em Brigada de Cavalaria Mecanizada, recebendo novos veículos. Como parte dessa transformação, seu efetivo foi o primeiro no Brasil vestir a boina preta, tradição das unidades mecanizadas e blindadas. O antigo 3.º Regimento de Reconhecimento Mecanizado transformou-se em 3.º Regimento de Cavalaria Mecanizado (RC Mec), o 14.º Regimento de Cavalaria em 14.º RC Mec, o 9.º Regimento de Cavalaria em 9.º Regimento de Cavalaria Blindado (RCB) e o 3.º Regimento de Artilharia 75 a Cavalo em 25.º Grupo de Artilharia de Campanha. O 6.º Batalhão de Engenharia de Combate foi transferido para a brigada. O 12.º Regimento de Cavalaria, dois esquadrões de reconhecimento mecanizado e o 3.º Regimento de Cavalaria Motorizado foram extintos para remanejar seu pessoal e equipamentos.

### 8.ª Brigada de Infantaria Motorizada

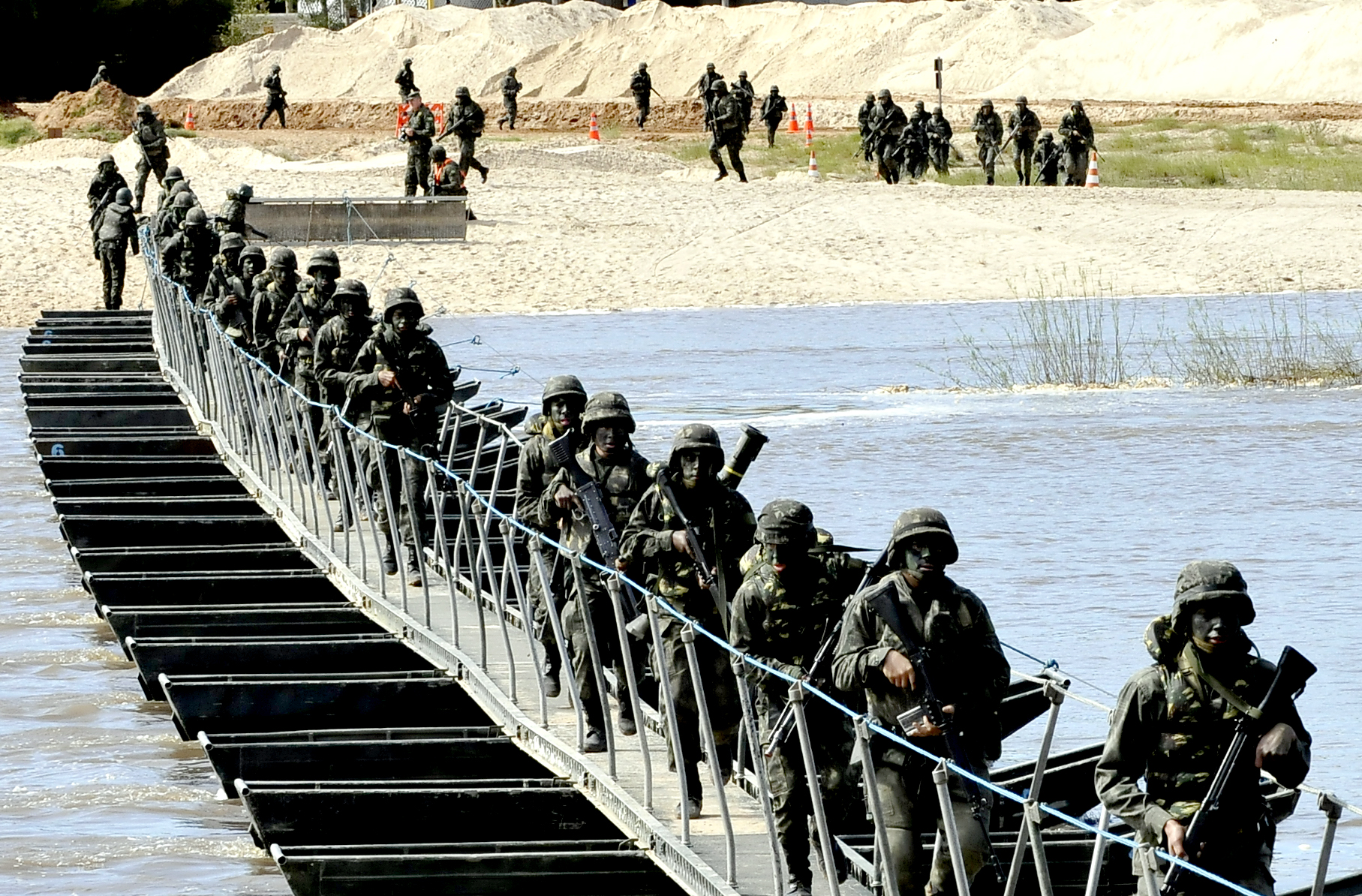
Soldados da 6.ª DE em exercício de transposição de rio em 2013

Esta brigada surgiu em 1971–1972 a partir do comando da Infantaria Divisionária da 3.ª DI. Inversamente, a Infantaria Divisionária da 6.ª DI tornou-se a 6.ª Brigada de Infantaria Blindada, que hoje está na 3.ª DE. A 8.ª Bda Inf Mtz foi organizada com três Batalhões de Infantaria Motorizados (BI Mtz), o 9.º, derivado de um regimento pertencente à 3.ª DI, o 18.º, derivado do 18.º RI, e o 33.º. Em 1980 o 33.º BI Mtz havia sido transferido ao Paraná, mas a brigada passou a contar com o 19.º, derivado do 19.º RI. Ela recebeu também um esquadrão de cavalaria mecanizada e unidades de apoio.
Em 1997 o 19.º BI Mtz foi escolhido para ser a unidade especializada em operações de paz internacionais, mas posteriormente a especialização passou a ser de responsabilidade do 9.ª Bda Inf Mtz e de um centro de instrução no Rio de Janeiro. A transferência da sede da brigada de Pelotas a Porto Alegre foi estudada em 2017, mas a prefeitura de Pelotas apoiou sua permanência no município. Em 2015 o general da reserva Luiz Eduardo Rocha Paiva caracterizou essa brigada como de menor prioridade, sem necessidade imediata de conversão a infantaria mecanizada como as brigadas prioritárias.